# Mariano Gómez (futbolista)
Mariano Gómez (Esperanza, Provincia de Santa Fe, Argentina; 5 de febrero de 1999) es un futbolista argentino. Juega como marcador central y su primer equipo fue Unión de Santa Fe. Actualmente milita en FC Zürich de la Superliga de Suiza.

## Trayectoria

### Sus inicios
Oriundo de Esperanza, Mariano Gómez se inició futbolísticamente en el club San Lorenzo de su ciudad natal. A finales de 2011 estuvo muy cerca de incorporarse de Colón, pero finalmente terminó fichando por Unión gracias a una "avivada" de Alejandro Trionfini, el entonces coordinador de inferiores tatengue.

### Unión de Santa Fe
Llegó al club a principios de 2012, realizó todas las inferiores y fue promovido al plantel de Reserva en 2017. El 25 de noviembre de ese mismo año, en la victoria de Unión 3-2 ante Patronato de Paraná, hizo su debut como profesional ingresando a los 25 del ST en reemplazo de Diego Zabala.
El 9 de febrero de 2018 jugó su primer y único partido como titular con la camiseta rojiblanca en el empate 0-0 ante Arsenal de Sarandí. Al poco tiempo firmó su primer contrato profesional.

### UD Ibiza
En enero de 2019 se marcha cedido a Ibiza de la Segunda División B de España por 18 meses.

### Atlético Madrid
Una vez finalizado el préstamo, a mediados de 2020 el defensor debía retornar a Unión pero apareció Atlético Madrid, que decidió adquirir el 60% de su ficha y firmarle un contrato por cinco temporadas. Fue enviado al equipo filial.

### Racing de Ferrol
En los primeros días de 2021 llega en calidad de cedido a Racing de Ferrol por el lapso de seis meses.

### Algeciras
Tras regresar al Aleti, Mariano vuelve a salir a préstamo, esta vez a Algeciras.

### Badajoz
Para la temporada 2022/23, Badajoz llega a un acuerdo con Atlético Madrid para la cesión de Mariano Gómez.

### FC Zürich
Desde verano de 2024 lidera la zaga del FC Zürich de Suiza.

## Clubes
- Actualizado al 15 de agosto de 2025

| Club                         | Div.                | Temporada           | Liga | Liga | Copa Nacional | Copa Nacional | Copa Internacional | Copa Internacional | Total | Total |
| Club                         | Div.                | Temporada           | PJ   | G    | PJ            | G             | PJ                 | G                  | PJ    | G     |
| ---------------------------- | ------------------- | ------------------- | ---- | ---- | ------------- | ------------- | ------------------ | ------------------ | ----- | ----- |
| Unión Argentina              | 1.ª                 | 2017/18             | 2    | 0    | 0             | 0             | -                  | -                  | 2     | 0     |
| Unión Argentina              | 1.ª                 | 2018/19             | 0    | 0    | 0             | 0             | -                  | -                  | 0     | 0     |
| Unión Argentina              | Total               | Total               | 2    | 0    | 0             | 0             | -                  | -                  | 2     | 0     |
| Ibiza · España               | 3.ª                 | 2018/19             | 5    | 0    | -             | -             | -                  | -                  | 5     | 0     |
| Ibiza · España               | 3.ª                 | 2019/20             | 18   | 1    | 3             | 0             | -                  | -                  | 21    | 1     |
| Ibiza · España               | Total               | Total               | 23   | 1    | 3             | 0             | -                  | -                  | 26    | 1     |
| Atlético Madrid "B" · España | 3.ª                 | 2020/21             | 7    | 0    | 0             | 0             | -                  | -                  | 7     | 0     |
| Atlético Madrid "B" · España | 3.ª                 | 2023/24             | 30   | 1    | -             | -             | -                  | -                  | 30    | 1     |
| Atlético Madrid "B" · España | Total               | Total               | 37   | 1    | 0             | 0             | -                  | -                  | 37    | 1     |
| Racing (F) · España          | 3.ª                 | 2020/21             | 4    | 0    | 0             | 0             | -                  | -                  | 4     | 0     |
| Racing (F) · España          | Total               | Total               | 4    | 0    | 0             | 0             | -                  | -                  | 4     | 0     |
| Algeciras · España           | 3.ª                 | 2021/22             | 34   | 3    | 0             | 0             | -                  | -                  | 34    | 3     |
| Algeciras · España           | Total               | Total               | 34   | 3    | 0             | 0             | -                  | -                  | 34    | 3     |
| Badajoz · España             | 3.ª                 | 2022/23             | 36   | 1    | -             | -             | -                  | -                  | 36    | 1     |
| Badajoz · España             | Total               | Total               | 36   | 1    | -             | -             | -                  | -                  | 36    | 1     |
| FC Zürich · Suiza            | 1.ª                 | 2024/25             | 37   | 1    | 4             | 1             | 4                  | 0                  | 45    | 2     |
| FC Zürich · Suiza            | 1.ª                 | 2025/26             | 3    | 0    | 1             | 0             | -                  | -                  | 4     | 0     |
| FC Zürich · Suiza            | Total               | Total               | 40   | 1    | 5             | 1             | 4                  | 0                  | 49    | 2     |
| Total en su carrera          | Total en su carrera | Total en su carrera | 176  | 8    | 8             | 1             | 4                  | 0                  | 188   | 9     |